# Harlem River Houses
Les Harlem River Houses (littéralement “logements de la Harlem River”) sont des logements sociaux du quartier de Harlem, bâtis au niveau de la 151e rue et de la Harlem River Drive, à New York. Construits pour accueillir les populations afro-américaines, ils furent achevés en 1937, à une époque où une forte ségrégation raciale avait lieu pour le logement.
Après les émeutes qui touchèrent Harlem en 1935, la nécessité de nouveaux ensembles résidentiels fut amplifiée, mais rien ne fut en revanche fait pour atténuer la ségrégation. Pour la première fois, des fonds fédéraux furent utilisés pour financer la construction de logements sociaux, dans le cadre de la politique de New Deal et du programme de Public Works Administration menés par le président Roosevelt. 